# Cot Ranggoi
Cot Ranggoi är en kulle i Indonesien.   Den ligger i provinsen Aceh, i den västra delen av landet, 1 700 km nordväst om huvudstaden Jakarta. Toppen på Cot Ranggoi är 79 meter över havet.
Terrängen runt Cot Ranggoi är platt. Havet är nära Cot Ranggoi åt nordost. Runt Cot Ranggoi är det ganska tätbefolkat, med 129 invånare per kvadratkilometer. Närmaste större samhälle är Lhokseumawe, 5,4 km öster om Cot Ranggoi. Runt Cot Ranggoi är det i huvudsak tätbebyggt.